# 曹常順
曹常順（1943年1月25日—2015年2月15日），中華民國政治人物，中國國民黨籍，生于福建連江縣，於1992年8月10日被國防部指派為第一位非軍職出身的官派連江縣長，而後於同年11月解除馬祖列島戰地政務，並於1993年當選連江縣首任民選縣長。